# Код автентифікації повідомлення
Код автентифікації повідомлення (англ. message authentication code, MAC), також імітовставка, імітоприкладка — спеціальний набір символів, що додається до відповідного повідомлення, логічно поєднаний з цим повідомленням та призначений для забезпечення цілісності повідомлення та автентифікації джерела даних.
Для перевірки цілісності до повідомлення засобами відправника додається код автентифікації повідомлення (КАП) як результат хеш-функції від перетворення змісту повідомлення та криптографічного ключа. Засобами отримувача виконується аналогічне перетворення такою самою хеш-функцією зміста повідомлення та криптографічного ключа. Після цього отриманий КАП та КАП, згенерований для перевірки, порівнюються. Якщо обидва КАП збігаються, це підтверджує цілісність повідомлення та ідентичність відправника.
Відмінність КАП від електронного підпису полягає в тому, що як криптографічний ключ використовується однаковий набір даних, як відправником, так й одержувачем. З цього випливає, що відправник і отримувач мають узгодити ключ перед початком зв'язку, так само як і у випадку симетричного шифрування. У разі використання електронного цифрового підпису, відправник та одержувач для криптографічного перетворення даних використовують власні особисті ключі, що не збігаються.
Зокрема, КАП має використовуватись для автентифікації фінансових повідомлень між банкоматом та процесинговим центром (хостом).[джерело?] У такому разі КАП складається з восьми шістнадцяткових символів та додається до повідомлення.[джерело?]
У випадку відсутності КАП, відповідь на запит, яку банкомат очікує, можна підробити. Наприклад, засобами підробленого хоста можна відправити інструкцію банкомату на видачу готівки. У такому разі банкомат видасть готівку без авторизації такої операції у відповідному процесинговому центрі.[джерело?]
Як криптографічний ключ для накладення КАП в банкоматі використовується ключ автентифікації, що створюється як результат криптографічного перетворення відкритої компоненти та майстер-ключа.[джерело?] Таким чином на стороні банкомата (термінала) та процесингового центра (хоста) використовується однаковий ключ.